# 海軍鳳山無線電信所
海軍鳳山無線電信所（かいぐんほうざんむせんでんしんじょ）は現在の台湾高雄市鳳山区勝利路にあった無線電信所である。

## 概要

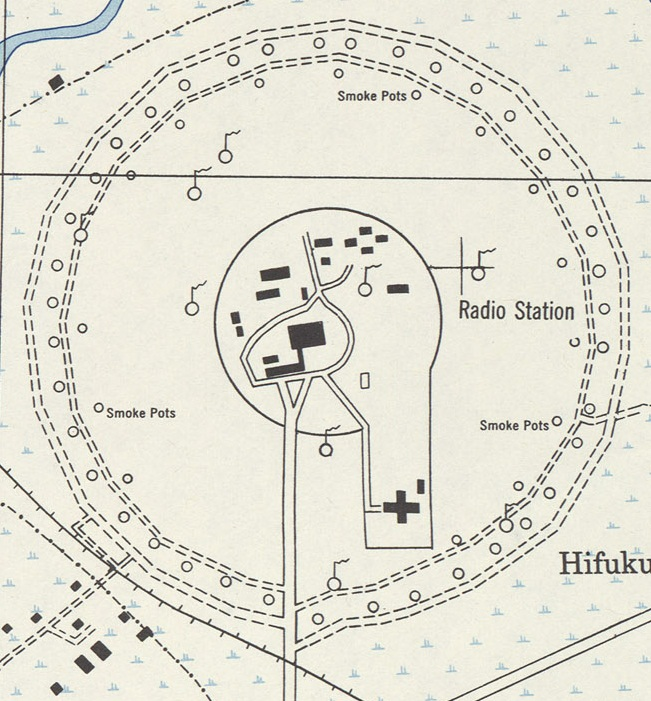
鳳山無線電信所図

鳳山無線電信所は日本統治時代の当時において、同等の設備を持つ海軍船橋無線電信所と共に日本三大無線電信所の一つといわれている。第二次世界大戦敗戦と前後して鳳山招待所となり、中華民国海軍明徳訓練班が使用、明徳訓練班解隊後は高雄眷村文化発展協会が委託管理しており、週末には一般開放されている。2004年（民国93年）に6月7日に歴史建築に、2007年（民国96年）に県指定の古蹟に、2010年（民国99年）8月30日に国指定の古蹟に指定された。

## 沿革
海軍が1917年（大正6年）に建設した無線送信所で、建設当時は日本三大無線送信所と呼ばれ、船橋送信所と同規模の施設を持っていた。
第二次大戦後は鳳山招待所と改めて使用されたが、名称こそ“招待所”であったが、海軍総部台湾工作隊が逮捕した政治犯、思想犯の拘禁、取調べを行なう施設であった。1962年に当地に海軍教導センター（海軍訓導中心）が発足、1972年には明徳訓練班と改組、軍内の所謂“愚劣分子”（頑劣分子）の取り締まりを行なっていたが、2001年ごろ解隊となった。
明徳訓練班解隊後、文化遺産に登録、2007年前後に高雄県政府が高雄県眷村文化発展協会に維持管理を委託、年末の眷村文化節の際のみ一般公開されていたが、高雄市文化局の評価を経て、月曜を除く毎週火曜日から日曜日の9時から17時の間の公開となっている。

## 参考資料
1. 1 2 3 4  “原日本海軍鳳山無線電信所” (中国語).   行政院文化建設委員會文化資產總管理處籌備處. 2011年3月31日閲覧。
2. 1 2 3  “明德訓練班 週六日開放參觀” (中国語).   自由電子報 (2011年3月18日). 2011年3月31日閲覧。
3. 1 2   《高雄縣文化資產手冊－古蹟、歷史建築、遺址及自然地景》. 高雄縣岡山鎮: 高雄縣政府文化局. (2006-12). pp. 91頁. ISBN 978-986-00-7930-2
4. ↑  “原日本海軍鳳山無線電信所” (中国語).   高雄市政府文化局 (2016年12月9日). 2016年12月9日閲覧。